# Jakob Ayrer
Jakob Ayrer, död 26 mars 1605, var en tysk dramatiker.
Ayrer var fullmäktig vid domstolen i Nürnberg, och har jämte Hans Sachs ansetts som den främste 1500-talsdramatikern i Tyskland. Ayrer stod under inflytande av de engelska komediförfattarna men fullföljde det tyska knittelversspelets traditioner. I Opus theatricum (1618) är 70 av Ayrers stycken samlade.